# Broudoukou-Penda
Broudoukou-Penda este o comună din departamentul Divo, regiunea Sud-Bandama, Coasta de Fildeș.